# Mount Freed
Mount Freed ist ein 2120 m hoher Berg im ostantarktischen Viktorialand. Er ragt an der Wasserscheide zwischen dem Champness-Gletscher und dem McCann-Gletscher im südlichen Teil der Bowers Mountains auf.
Kartografisch erfasst wurde er durch Vermessungsarbeiten des United States Geological Survey und mithilfe von Luftaufnahmen der United States Navy zwischen 1960 und 1962. Das Advisory Committee on Antarctic Names benannte ihn 1970 nach Maitland Guy Freed (1932–1995), Stabsoffizier des Kommandeurs der Unterstützungskräfte der US-Navy in Antarktika zwischen 1966 und 1968.